# David Limberský
David Limberský (Pilsen, República Checa, 6 de octubre de 1983) es un futbolista checo. Juega de volante y su actual equipo es el FC Viktoria Plzeň de la Liga de Fútbol de la República Checa de la República Checa. 

## Selección nacional
Debutó con la selección de fútbol de la República Checa el 5 de junio de 2009 en un partido amistoso contra la selección de fútbol de Malta, donde la selección checa ganó 1 a 0, en toda su carrera internacional jugó 40 partidos anotando 1 gol en ellos.

## Clubes
| Club              | País            | Año       |
| ----------------- | --------------- | --------- |
| Viktoria Pilzen   | República Checa | 2002-2003 |
| FC Modena         | Italia          | 2004      |
| Viktoria Pilzen   | República Checa | 2004      |
| Tottenham Hotspur | Inglaterra      | 2005      |
| Viktoria Pilsen   | República Checa | 2005-2007 |
| Sparta de Praga   | República Checa | 2007-2008 |
| FC Viktoria Plzeň | República Checa | 2008-     |